# Etanercept
Etanercept behoort tot de klasse medicijnen van TNF-alfa-remmer. Etanercept bindt aan onder meer tumornecrosefactor TNF-alfa zodat dit niet meer werkzaam is. TNF-alfa is een eiwit dat een rol speelt bij ontstekingen. Door het gebruik van Etanercept wordt een ontstekingsproces tot rust gebracht.
Het middel heeft meerdere indicaties zoals reumatoïde artritis, arthritis psoriatica, de ziekte van Bechterew en psoriasis.
Etanercept wordt subcutaan (onder de huid) geïnjecteerd. Dit gebeurt afhankelijk van de indicatie een tot twee keer per week. De injecties werken snel, soms al binnen 48 uur. Het duurt normaal gesproken enkele weken, voordat er resultaat wordt bereikt. Bij reumatoïde artritis wordt het effect van de behandeling regelmatig gemeten door het maken van een zogenoemde DAS-berekening. Dat is een score van het aantal gezwollen en pijnlijke gewrichten en van de bloedbezinking. Daarnaast telt mee hoe de ervaring van de patiënt is. Als de werking onvoldoende is, kan Etanercept gecombineerd worden met methotrexaat. (Ledertrexate, MTX.)
Voorzorgen bij gebruik: Indien een patiënt die etanercept gebruikt een infectie ontwikkelt, dan is het belangrijk deze te laten onderzoeken door een arts. Tijdens de behandeling zal regelmatig bloed worden afgenomen voor controle. Bij die controle worden rode en witte bloedcellen, bloedplaatjes, leverfuncties en nierfunctie beoordeeld.
Er bestaat mogelijk een verband tussen gebruik van etanercept en het zeer incidenteel optreden van demyeliniserende aandoeningen, het verergeren van bestaande multiple sclerose en het vóórkomen van pancytopenie, eventueel als gevolg van aplastische anemie.